# Ævintýri Pappírs Pésa
Ævintýri Pappírs Pésa è un film del 1990 diretto da Ari Kristinsson.